# Delaunay-Belleville (autoblindo)
La Delaunay-Belleville armoured car è stata un'autoblindo britannica utilizzata dal Royal Naval Air Service nei primi anni della prima guerra mondiale ed all'inizio della seconda. Era basata sul telaio della Delaunay-Belleville Tourer.

## Storia
Nel 1914 l'Ammiragliato acquistò tre telai dalla SA des Automobiles Delaunay-Belleville nudi in Gran Bretagna in attesa della consegna ai costruttori di carrozzerie, per convertirli in autoblindate.
La carrozzeria corazzata della Delaunay-Belleville fu costruita e montata su richiesta di Charles Rumney Samson, che non era soddisfatto dei primi progetti senza corazzatura dell'Ammiragliato. La torretta fu probabilmente progettata da Arthur Nickerson, il progettista della torretta della autoblindo Rolls-Royce.
È possibile che la carrozzeria corazzata per le Delaunay-Belleville sia stata costruita e montata dalla ditta Forges et Chantiers de France  di Dunkerque, anche se tale ditta non aveva accesso a piastre corazzate, quindi se così fosse stato sarebbero state costruite con piastre di caldaia in ferro.

## Descrizione tecnica
L'autoblindo Delaunay-Belleville era una autoblindo di torretta girevole, costruita sul telaio di una lussuosa tourer Delaunay-Belleville Tipo 06 8L 40/50HP. La configurazione della Delaunay-Belleville era simile all'autoblindo Rolls-Royce, sebbene più grande, con un motore (probabilmente un Delaunay Type 36 a sei cilindri da 40 CV (30 kW) e 7.990 cm³ di cilindrata) nella parte anteriore, un vano equipaggio al centro e un ponte di carico posteriore. Lo scafo aveva una forma abbastanza semplice, con piastre corazzate laterali verticali e piastre frontali inclinate sia del radiatore che della protezione del conducente dello spessore di 6,35 mm. La protezione del radiatore aveva portelli blindati incernierati.  La torretta di forma circolare aveva sommità piatta ed era dotata di una mitragliatrice Vickers .303 da 7,7 mm, mentre sul lato sinistro vi una porta per l'accesso dell'equipaggio. 
Le Delaunay-Belleville furono tra i primi veicoli blindati ad avere una protezione superiore per l'equipaggio.

## Impiego operativo
Le tre autoblindo Delaunay-Belleville furono assegnate alla Royal Naval Armoured Car Division in Francia. Al suo ritorno in Gran Bretagna, Samson portò con sé un certo numero di autoblindo, tra cui le Delaunay-Belleville. Furono assegnate al 14° Squadron della Royal Naval Air Service Armoured Car Division con sede a Barlby Road, North Kensington, il quartier generale della Royal Naval Armoured Car Division. Nel 14° Squadrone prestarono servizio insieme a tre autoblindo Talbot, sei Rolls-Royce e tre autocarri blindati Seabrook.
Due delle Delaunay-Belleville rimasero in servizio per tutta la guerra senza subire alcuna modifica, la terza ebbe la carrozzeria corazzata rimossa nel 1915 e fu convertita in camion leggero, o quello che la Royal Navy chiamerebbe un tender, per uso generale nell'area di Londra. La carrozzeria corazzata, senza la torretta, fu montata sul telaio di un trattore cingolato americano Killen-Strait importato. Il trattore corazzato Killen-Strait divenne il primo veicolo corazzato cingolato, e prese parte a una serie di prove di carri armati nel 1915. Nel 1917 il tender era in uso al tenente comandante Toby Rawlinson RNVR, fratello del generale Sir Henry Rawlinson. Toby Rawlinson era al comando di una batteria antiaerea mobile incaricata della difesa aerea di Londra e in quel particolare giorno stava guidando il Delaunay-Belleville in visita a Foulness Island sulla costa orientale vicino a Southend, dove erano di stanza alcuni dei suoi cannoni. Guidando attraverso la strada rialzata delle maree, Rawlinson passò dalla parte sbagliata di un palo di segnalazione e il veicolo rimase intrappolato nel fango. Rawlinson saltò fuori e corse via, ma l'auto fu superata dalla marea in arrivo e sprofondò scomparendo tra i flutti.

### Annotazioni
1. ↑  Durante lo sviluppo della corazzatura per l'autoblindo presso il cantiere navale Forges et Chantiers de France, fu scelto come modello l'Automitraliese Mors belga-francese.

### Fonti
1. 1 2 3 4  Foss 2002, p. 138.
2. 1 2 3 4 5 6 7 8 9 10 11 12 13 14 15  Tank Museum.
3. 1 2 3 4  Dzen.
4. ↑  Ogorkiewicz 2015, p. 32.